# Esteban Esteve Jorge
Esteban Esteve Jorge (Sot de Xera, 1937 - Mislata, 2006) va ser un músic, director i compositor valencià.

## Biografia[1]
Va iniciar els seus estudis musicals a l'Escola de Música de l'aleshores anomenada Banda de la Sociedad de Educación y Descanso de Mislata amb el mestre Andrés Guna Garcia. Després de superar els cursos de solfeig i teoria de la música, se li assigna l'instrument amb el que inicià la seua carrera musical, el fliscorn, i amb el que destacaria més tard com a solista a la seua banda. També estudià harmonia, contrapunt i fuga, composició i direcció d'orquestra al Conservatori Superior de Música de València, de la mà dels catedràtics Ramón Corell, José María Cervera Lloret, Francesc Tamarit Fayos, Amand Blanquer i José Ferriz.
La seua primera actuació com a director de Banda tingué lloc de manera fortuïta, en substitució del director titular de la Banda de Mislata, Valentín Puig a causa d'una malaltia. Degut a l'èxit de n'Esteban amb la batuta a Mislata, l'any 1963 és cridat per a ocupar la direcció de la Banda de l'Agrupación Musical la Amistad de Quart de Poblet on restà 27 anys més, duent a terme un treball constant i profitós que va portar importants premis a aquesta banda durant l'etapa d'Esteban Esteve).
Esteve continuà perfeccionant els seus estudis amb cursos de Direcció de Banda i Orquestra realitzats amb els mestres José María Cervera Lloret, Eduardo Cifre, Enrique García Asensio, Wolker Wanghenheim i José Ferriz, on destacà com a alumne avantatjat i finalista. Com a premi fou invitat a dirigir, entre d'altres, l'Orquestra Simfònica de Bonn (Alemanya)i la Banda Municipal de València.

## Direcció de bandes
Al llarg de la seua dilatada carrera artística, va dirigir nombroses bandes valencianes.
Com a director titular, ho feu a:
- Quart de Poblet (1963-1990)
- Riba-roja de Túria (1973)
- Iàtova (1973-1976)
- Montserrat (1983-1986)
- Utiel (1991-1992)
- Vinalesa (1993-2000)

Com a director invitat, assistí les bandes de:
- Mislata
- Albacete
- Picassent
- Villar del Arzobispo
- Ateneu del Port de València
- Picanya
- Barri del Crist (Quart de Poblet)
- Ateneu de Cullera
- Alcàsser
- Riba-roja de Túria
- Benimamet (València)
- Sot de Xera
- Alcublas

I l'han nomenat director honorari de les bandes de:
- Iàtova
- Montserrat
- Vinalesa
- Ateneu del Port de València
- Riba-roja de Túria
- Benimamet (València)
- Utiel
- Barri del Crist (Mislata)

Cal remarcar també, que el mestre Esteban Esteve ha treballat en qualitat de tècnic assessor musical de la Federació de Societats Musicals de la Comunitat Valenciana.

## Premis i guardons
N'Esteban Esteve Jorge ha obtés nombrosos premis dirigint bandes valencianes. La llarga època que dirigí la Banda de Quart de Poblet fou l'època més fructífera quant a guardons:
- 1r Premi del Certamen de Cullera (1967)
- 1r Premi de la Secc. 2a del Certamen de València (1967)
- 1r Premi del Certamen de Cullera (1968)
- 2n Premi de la Secc. 2a del Certamen de València (1968)
- 2n Premi del Certamen de Dénia (1968)
- 2n Premi de la Secc. 1a del Certamen de València (1969)
- 1r Premi de la Secc. 1a del Certamen de València (1970)
- 3r Premi de la Secc. 1a del Certamen de València (1972)
- 1r Premi de la Secc. 1a del Certamen de València (1973)
- 2n Premi de la Secc. 1a del Certamen de València (1975)
- 1r Premi de la Secc. 1a del Certamen d'Altea (1984)
- 2n Premi de la Secc. Especial B del Certamen de València (1987)

Fora de les nostres fronteres, també ha obtés reconeixements al front de la mateixa banda al Certamen Internacional de Kerkrade (Països Baixos), en dues ocasions: en 1985 va arribar a la màxima puntuació que mai havia assolit cap Banda, i va rebre així el 1r Premi, la Menció d'Honor i el Timbal d'Or. La segona fou en 1989, obtenint en aquesta ocasió 334 punts, altíssima puntuació, que li va valdre el 1r Premi de la Secció Primera.
Com a director de la Banda de Montserrat va aconseguir els primers premis del Certamen de Cullera en 1985, i del Certamen de la Mediterrània un any després. Al front de la modesta Banda de Vinalesa, va guanyar el primer premi al Certamen dels Poblats Marítims de València.

## Obres
La seua carrera musical, a més de la direcció de bandes i orquestres, també abasta el camp de la composició d'obres musicals, principalment el gènere del pas-doble.

### Pas-dobles
- Fortaleza(1991) és un pas-doble fester que compta amb el 1r Premi del concurs de composició de música festera de Bocairent i el 2n Premi del concurs de l'Associació Sant Jordi d'Alcoi.
- Festers de Sant Miquel (dedicat als seus amics de Mislata)
- Aires de la Serranía pas-doble dedicat a la comarca valenciana d'Els Serrans, on va nàixer i d'on en va dirigir bandes.
- Homenatge, imponent pas-doble dedicat a la Clavariessa de Santa Cecília de la Banda de Quart, na Teresa Ros. Aquesta peça fou interpretada a l'Auditori Allaert de la Universitat de St. Ambrose, en Davenport (Iowa, EUA) dirigit per la batuta del genial i jove director Richard Scott Cohen, i interpretant-lo la Quad City Wind Ensemble.
- Ramón Segarra, pas-doble Arxivat 2013-04-13 a Wayback Machine. dedicat al qui fora alcalde de Quart de Poblet, gran amic d'Esteban Esteve i aficionat a la música. Aquesta obra està composta per a banda i dolçaina i fou guardonada amb el 1r Premi al Certamen dels Poblats Marítims amb la Banda de Vinalesa.
- Monserrat és Festa està dedicat a la banda d'aquell poble.
- Manuel Amador és un pas-doble taurí.
- Ponce, señorío del toreo també està dedicat a un famós torer.
- Cervera Lloret dedicat al seu benvolgut mestre.
- Renaixement Musical és la peça que va compondre per a commemorar el 50è aniversari de la Banda de Vinalesa.
- Octavio Hernandez en homenatge al locutor radiofònic.  Arxivat 2014-10-11 a Wayback Machine.
- Susana Esteve, pas-doble amb el nom de la seua filla.
- La blaffà és un pas-doble de xaranga amb el nom d'una agrupació musical de Vinalesa.
- Festival 70
- Verano en Benafer

Una vegada hagué deixat la seua tasca de direcció de bandes, fixà els seus esforços en la composició. Fou autor de 4 pas-dobles que presentà als concursos de pas-dobles dedicats a les falleres majors de València, organitzats per la Junta Central Fallera. En les quatre ocasions guanyà el premi:
- Adriana Polo Estrich (2001)
- Sara Martín Marín (2002)
- Laura María Ortega Cano (2004)
- Nuria Llopis Borrego (2006)

### Marxes de processó
- Mare de Déu dels Angels (patrona de Mislata)
- Santíssim Crist de la Fe (patró de Mislata)
- A San Roque (patró de Sot de Xera)

### Himnes i marxes solemnes
- Himno de Alcublas
- Falla Felipe Bellver
- Falla Carrer Alacant
- Himno al Barrio del Cristo
- kartéresis
- Marcha Bierwinkel (marxa alemanya)
- Polka Luisa (a la seua muller)
- Nostra Musa (a la seua filla)
- Música para una boda (la de la seua filla Luïsa)
- Gràcies President (en homenatge al seu amic Ángel Asunción Rubio, president durant molts anys de la FSMCV)
- Un recuerdo (marxa fúnebre composta per al soterrament de la seua mare, i que també va ser interpretada el dia de l'últim adéu del mestre per una banda formada per tots els músics que havien sigut dirigits per ell)

## Discografia
El 2009 les bandes de la Societat Renaixement Musical de Vinalesa, la Societat Ateneu Musical del Port de València i la Societat Instructiva Unió Musical de Montserrat editaren un triple CD recopilatori de bona part del repertori d'Esteban Esteve. En aquell moment, les tres bandes eren dirigides per tres alumnes del mestre Esteve: Miguel Molina Ruiz, Isidro Coll Ballesteros i José Onofre Diez Monzó respectivament.